# 藏原隆浩
藏原 隆浩（くらはら たかひろ、1965年〈昭和40年〉8月30日 - ）は、日本の政治家。熊本県玉名市長（2期）、元玉名市議会議員（1期）。

## 来歴
熊本県熊本市生まれ。1988年（昭和63年）3月、熊本商科大学（現・熊本学園大学）卒業。同年4月、熊本第一信用金庫に就職。1992年（平成4年）4月、自動車整備会社の代表取締役に就任。
2005年（平成17年）1月、日本青年会議所熊本ブロック協議会会長に就任。
2009年（平成21年）、玉名市議会議員に初当選。2013年（平成25年）10月20日に行われた玉名市長選挙に自由民主党の推薦を受けて立候補するも、現職の高嵜哲哉に敗れ落選。
2017年（平成29年）6月26日、任期満了に伴う玉名市長選挙に再度挑戦する意向を表明。同年10月22日に行われた市長選で元県議の橋本太郎、元市議の田中英雄らを破り初当選を果たした。投票率は73.94％。11月13日、市長就任。
2021年（令和3年）10月24日、玉名市長選挙に出馬し再選。

## 人物・市政
- 2022年（令和4年）5月22日、世界平和統一家庭連合（旧統一教会）の関連団体「天宙平和連合（UPF）」が主催する自転車イベント「ピースロード」が熊本県内で開催。玉名市の蛇ヶ谷公園で行われた出発式に、藏原は市議会議長の近松惠美子、同副議長の西川裕文とともに出席した[6]。